# Kōban

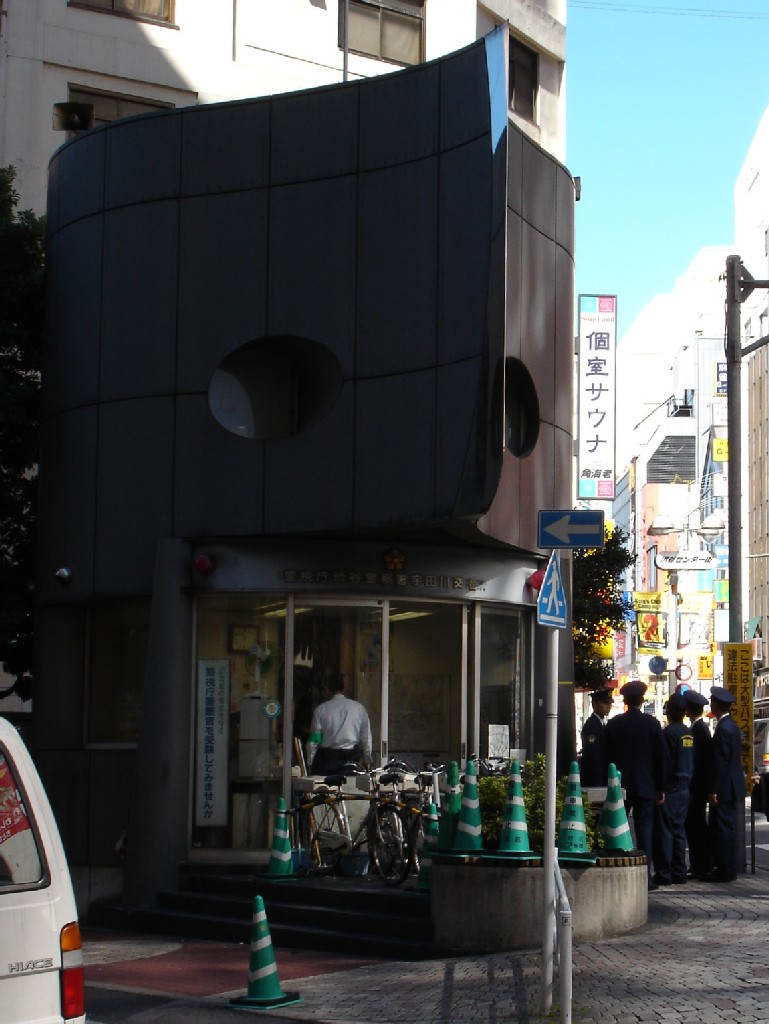
Kōban im Tokioter Stadtteil Shibuya

Offizielles Symbol für ein Kōban auf japanischen Karten

Kōban (jap. 交番) sind kleine Polizeihäuser in Japan. Über 6.000 finden sich verteilt in Gemeinden und Nachbarschaften von urbanen Gegenden (meist in der Nähe von Haltestellen oder verkehrsreichen Unterhaltungszentren), die rund um die Uhr besetzt sind. Für gewöhnlich befindet sich über dem Eingang ein rotes Licht.
Das Kōban-System wurde 1881, wenige Jahre nach Einführung eines allgemeinen Polizeiwesens, in Tokio eingeführt. Die Bezeichnung „Kōban“, die bereits lange gebräuchlich war, wurde allerdings erst 1994 offiziell.
In ländlichen Gegenden übernehmen chuzaisho (駐在所) die Aufgaben der Kōban. In einem chuzaisho hat immer nur ein Polizeibeamter Dienst, der dort auch mit seiner Familie lebt.
Von den Kōban aus erledigt die japanische Polizei lokale Aufgaben. So finden sich in der Amtsstube detaillierte Stadtpläne, mit denen die Beamten Auskünfte erteilen können, die wegen des sehr unübersichtlichen japanischen Adressen-Systems (oft ohne Straßennamen oder Hausnummern) nötig sein können. Zuweilen verfügen die Kōban sogar über genaue Angaben zu Eigentümern und Mietern bestimmter Wohnungen, die in Zusammenarbeit mit den jeweiligen Gemeinden zweimal pro Jahr erstellt werden. Diese Informationen werden nicht zentral verwaltet, kommen den Behörden aber bei der Aufklärung von Verbrechen zugute.
In den meisten Kōban werden keine Frauen eingesetzt. Für die wenigen Ausnahmen gilt, dass die weiblichen Beamten nicht während der Nachtschichten arbeiten. Begründet wird dies mit den geringen Selbstverteidigungsmöglichkeiten, die ein Kōban bietet. In der Vergangenheit gab es vereinzelt Skandale, weil Polizeibeamte eines Kōban Ausschreitungen hilflos gegenüberstanden. Es kam sogar vor, dass Mitglieder der Yakuza um Schutz suchende Personen aus Kōban zerrten und verschleppten.
Das Kōban-System wird andererseits oft als für die niedrige Kriminalitätsrate in Japan mit verantwortlich angesehen. Insbesondere die bürgernahe und -freundliche Anbindung an kleinste urbane Gebiete wird von Kritikern als positiv für die Prävention von Kriminalität bewertet. Dementsprechend haben auch andere Staaten wie Brasilien, Fidschi, Singapur, Thailand und die Mongolei das Kōban-System teilweise übernommen. Auch in den Vereinigten Staaten gibt es einzelne Versuche zur Einführung.

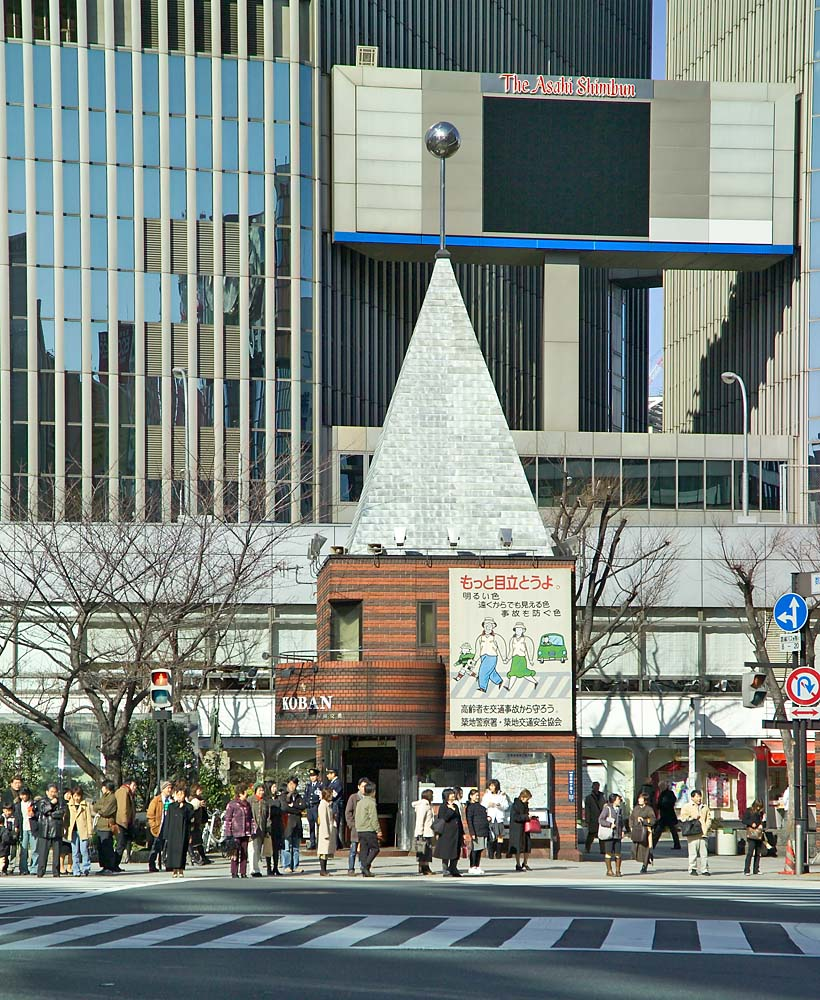
Kōban im Tokioter Stadtteil Ginza
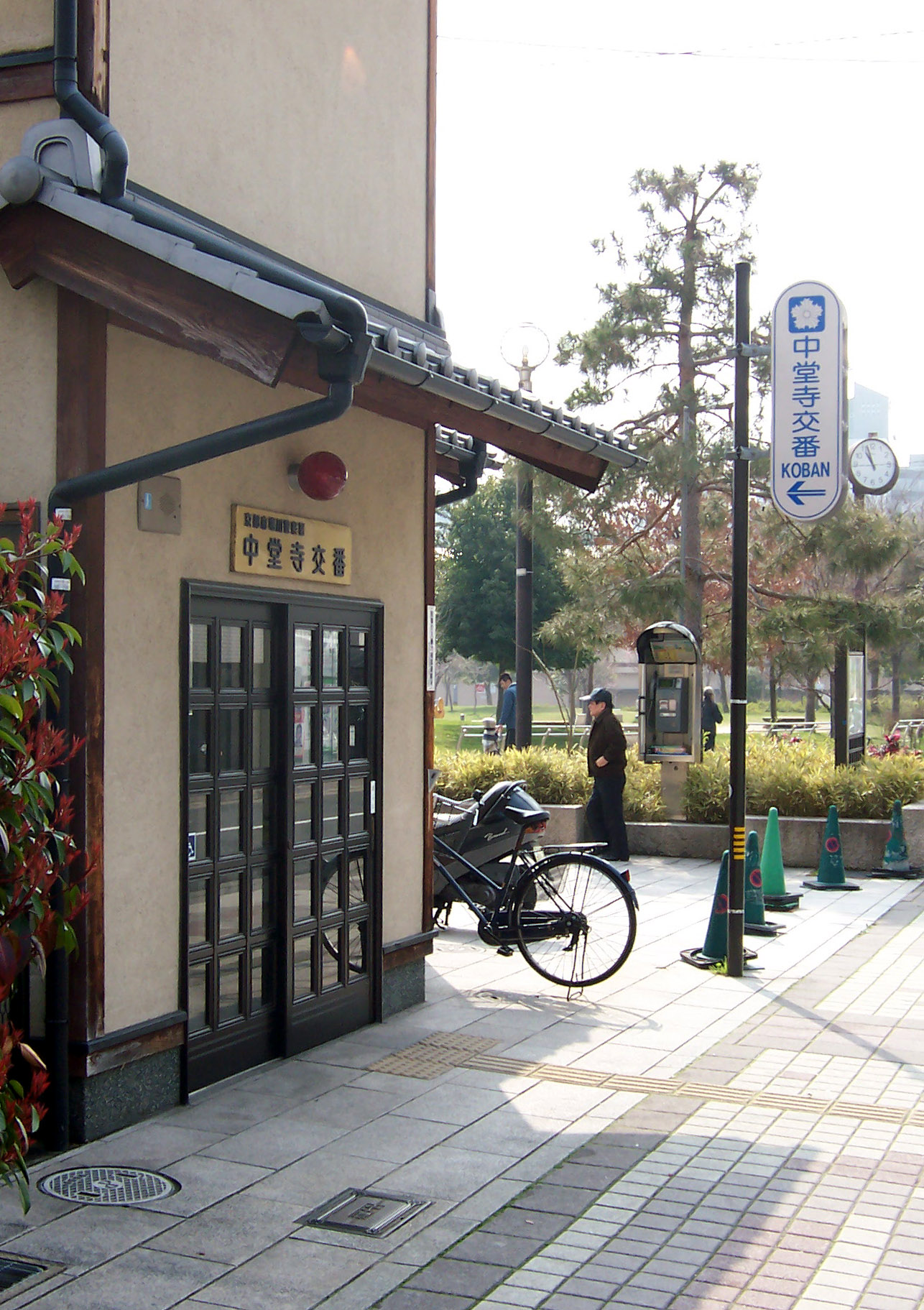
Kōban im Kyōtoer Stadtbezirk Shimogyō-ku
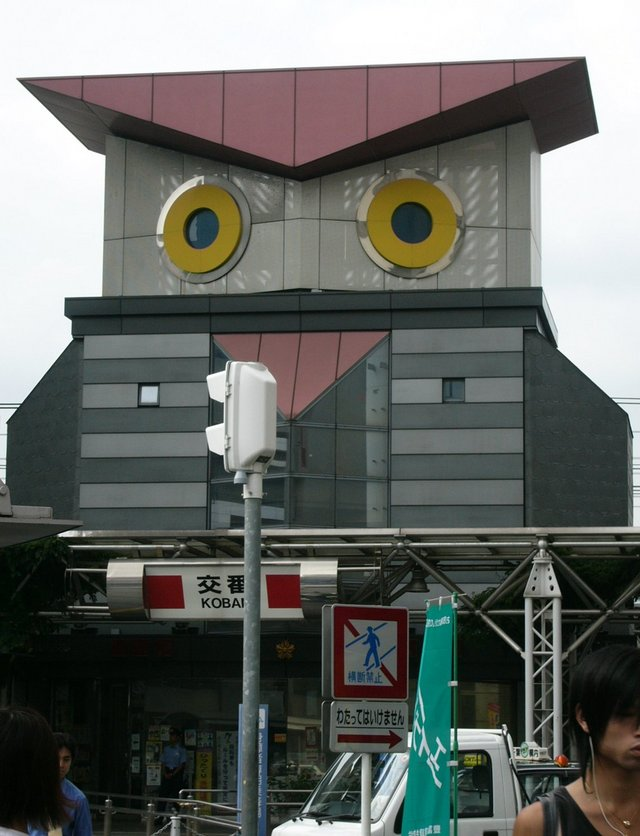
Kōban vor dem Hauptbahnhof von Chiba
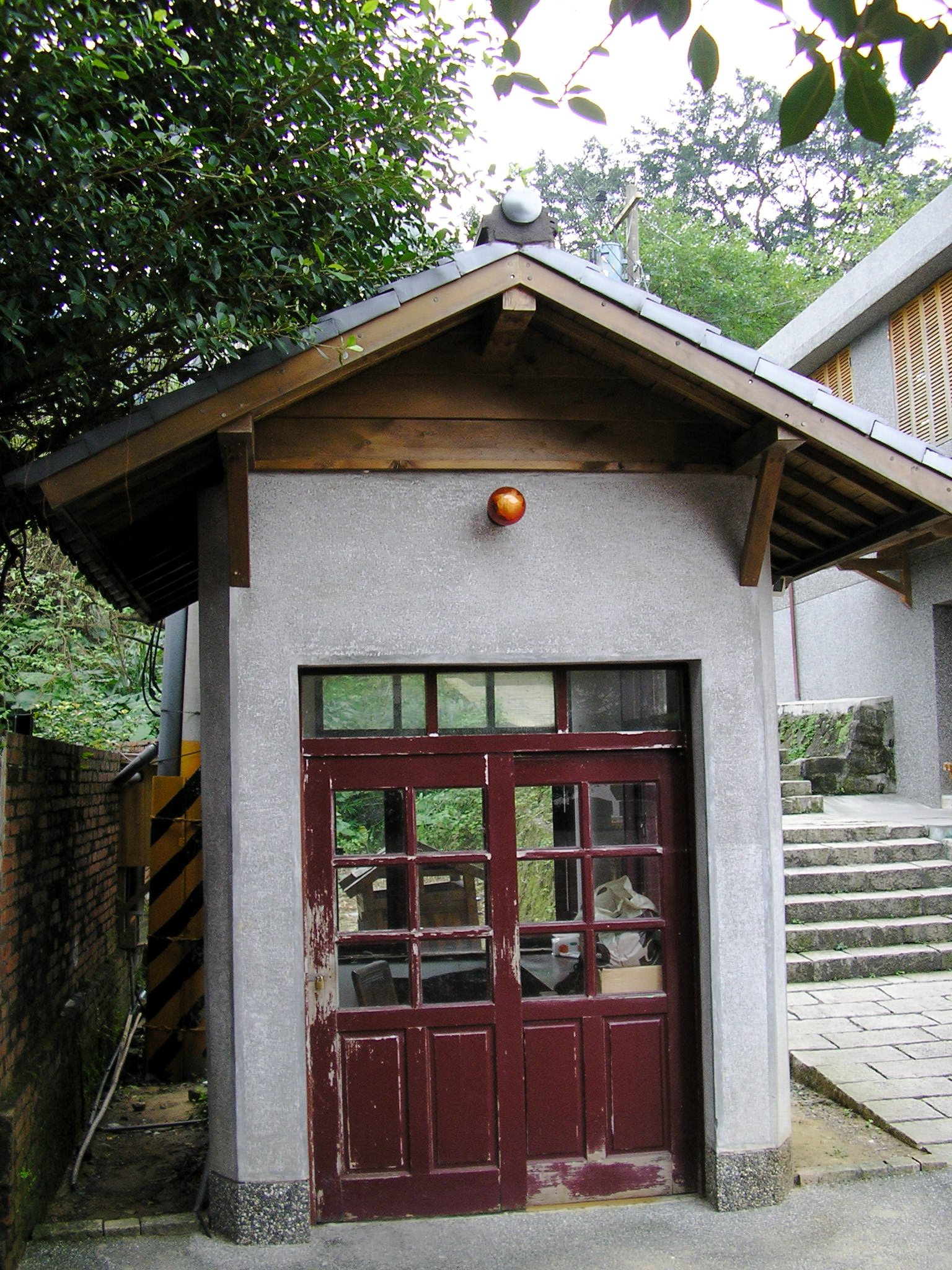
Restauriertes Kōban aus der Kolonialzeit im Chinkuashih Gold Ecological Park, Landkreis Taipeh, Taiwan

## Einzelbelege
1. ↑  https://www.gsi.go.jp/KIDS/map-sign/tizukigou/h05-01-11kouban.htm